# アルバニアの歴史
アルバニアの歴史 (History of Albania) を以下に記述する。

## 古代

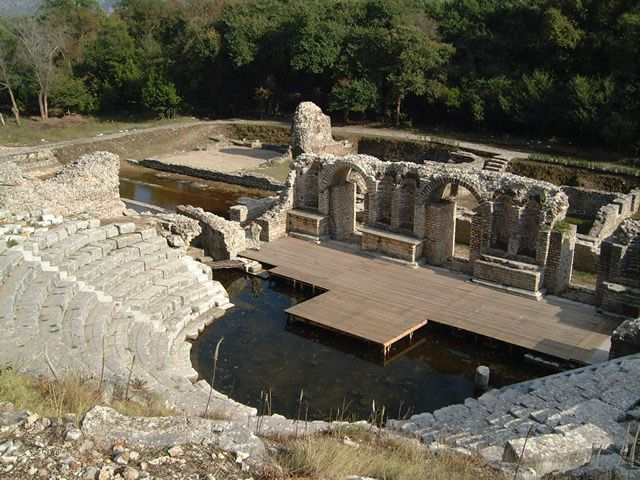
古代遺跡があるブトリント。世界遺産に登録されている。

新石器時代にはカルディウム土器の中心地であった。紀元前1000年頃から、インド・ヨーロッパ語族に属する言語、イリュリア語を話すイリュリア人が居住するようになった。ギリシア人の植民活動が盛んになると、沿岸部には幾つかのギリシア人植民市が形成され、イリュリア人は古代ギリシア文化の影響を受けるようになった。紀元前3世紀に成立したイリュリア王国が一時は繁栄したが、前2世紀にはローマ帝国によって征服された。紀元後からはキリスト教の布教が進められた。4世紀末、ローマ帝国が東西に分裂した後は、東ローマ帝国に帰属した。

## オスマン帝国時代

### 征服とイスラーム化

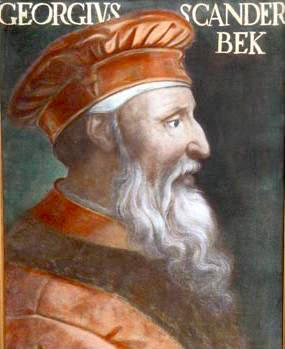
民族英雄スカンデルベク。オスマン帝国の侵攻を打ち破った

14世紀以降、東ローマ帝国の衰退とともに、幾つかの国に支配された後、オスマン帝国による侵攻が始まる。スカンデルベクにより、一時的に侵攻は阻止され、独立が守られるが、1478年にはオスマン帝国の完全支配下に入った。以降、400年間にわたるオスマン帝国支配の下、アルバニアにおける風俗や風習は多大な影響を受けることとなった。特に地主を始めとする支配階級によるキリスト教からイスラム教への改宗が相次いだため、同じオスマン帝国支配下にあったブルガリア等とは異なり、現在アルバニア人の半数以上がムスリムであるといわれる（もっとも、アルバニア人の多くはキリスト教徒から改宗した出自のためか、現在も家にイコン画を飾る風習など、正教会やカトリック教会との共通点を多く持つ）。

### アルバニア民族運動の高揚
長期にわたるオスマン帝国の支配の影響から「アルバニア人」意識の形成が遅れたが、19世紀末には民族意識が高揚し、1878年のプリズレン連盟（アルバニア国民連盟、プリズレンは現在のコソボにある都市の名）結成以降は民族運動が相次いだ。オスマン帝国の改革を求める青年トルコ人運動にもイブラヒム・テモやイスマイル・ケマルといった多くのアルバニア人が参加し、その結果1908年には青年トルコ人革命が起こったが、革命後のオスマン政府は中央集権化政策を進めていった。アルバニアではオスマン政府の政策への反発や失望から独立を求める声が高まり、1910年には武装蜂起が起こるまでになった。

## 独立後のアルバニア

### アルバニア公国
第一次バルカン戦争の後、1912年に、イスマイル・ケマルらがオスマン帝国からの独立を宣言する。しかし、列強に独立は認められたものの、国境画定の際にコソボなど独立勢力が「国土」としていた地の半分以上が削られた。1914年にドイツ貴族のヴィート公子ヴィルヘルム・ツー・ヴィートを公に迎え、アルバニア公国となったものの、第一次世界大戦で公が国外に逃亡したまま帰国しなかったため、無政府状態に陥った。1920年には君主不在のまま摂政を置く形で政府は再建されたがその後も政情は不安定だった。

### アルバニア共和国
1925年には共和国宣言を行いアフメド・ゾグーが大統領に就任した（アルバニア共和国）。

### アルバニア王国

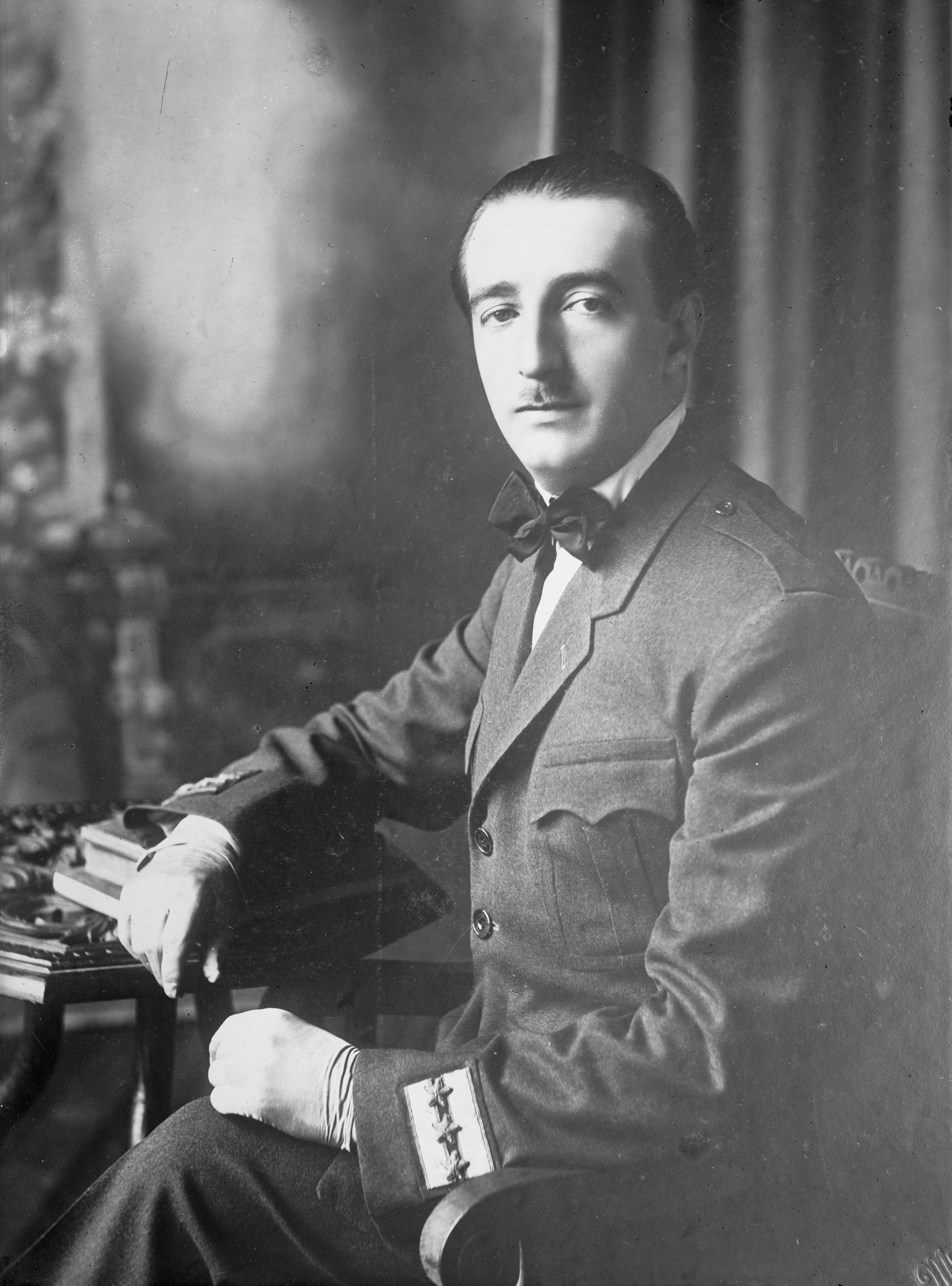
ゾグー1世

その後ゾグーは1928年に王位についてゾグー1世を名乗り、再びアルバニアは君主政（アルバニア王国）となった。
1939年4月7日未明、上陸したイタリア軍が簡単な戦闘の後全土に進駐し、アルバニアは併合された。国王ゾグーは王妃と共に亡命し、イタリアとの同君連合という形でアルバニア国王にはイタリアのヴィットーリオ・エマヌエーレ3世が即位した。国王は親伊派の傀儡政権を組織させたが、これに対して共産主義勢力、旧国王派、民族戦線（バリ・コンバタール）などが抵抗運動を展開した。1941年、エンヴェル・ホッジャを書記長としてアルバニア共産党が成立すると、反ファシズム勢力をまとめた民族解放戦線を組織し、ユーゴスラビアのパルチザンと結んだ抵抗運動が進められた。1943年にイタリアが連合国に降伏すると、今度はドイツ軍によって占領されたが、引き続き抵抗運動を継続させ、1944年11月に首都ティラナの解放に成功した。

## 社会主義政権の時代
1944年11月29日、パルチザンとソ連軍による全土解放が行われ、アルバニア共産党を中心とした社会主義臨時政府が設立された。1946年には王政廃止とアルバニア人民共和国設立を宣言、エンヴェル・ホッジャを首班とする共産主義政権が成立した。
アルバニア共産党は、その結成当初よりユーゴスラビア共産主義者同盟との繋がりが深かった。共産党政権の成立後もユーゴスラビア(ユーゴ)との間で友好協力相互援助条約が結ばれ、ユーゴから多くの専門家が訪れた。しかし、これらの事態を通じて、アルバニアのユーゴに対する従属が深まったことや、ユーゴがアルバニア系住民を多く抱えるコソヴォを領有し、同住民を抑圧していたことから、ユーゴへの警戒が強まった。さらに、ユーゴはアルバニアに連邦加盟を要求するまでに至った。
1948年、独自路線をとるユーゴスラビア連邦人民共和国がコミンフォルムから除名されたことを契機に、アルバニアは外交政策を転換させる。親ユーゴ派を追放してユーゴスラビアと断交、親ソ連へと大きく傾斜した。しかし、1953年のスターリン死去を契機として、1956年にソ連共産党第20回大会でいわゆる「スターリン批判」がなされたことは、スターリン主義者であるホッジャの権力を動揺させる懸念があった。国内の反対派を弾圧した上で、ホッジャは中ソ対立においてソビエト連邦を批判して中華人民共和国を支持する立場をとり、1968年にワルシャワ条約機構を脱退すると、実質的にソ連を仮想敵国とした極端な軍事政策を取った。隣国ユーゴスラビアに対しても、大統領チトーを「修正主義者」であると規定し対立を深めた。国民ほとんどに行き渡る量の銃器を保有する国民皆兵政策は、現在の治安状態に暗い影を落としている。また1976年からは国内全土にコンクリート製のトーチカ（石灰石は国内で自給できる数少ない鉱産資源の一つである）を大量に建設し、国内の武装体制を強めた。ホッジャの在任中、50万以上のトーチカが建設され、現在でも国内に大量に残っている。同年、国号をアルバニア社会主義人民共和国へ改称した。
ソ連と袂を分かつ一方で中華人民共和国に接近して各種援助を受けたものの、近隣諸国とはほぼ鎖国状態のままであり、経済状況は次第に悪化した。また1967年に中国の文化大革命に刺激されて無神国家を宣言、一切の宗教活動を禁止した。1976年に中国で文化大革命が収束し、改革開放路線に転換すると中国を批判した。当時の経済状況から決して多くなかった中国の援助も無くなり、1980年代には、欧州一の最貧国とまで揶揄されるに至った。このため、1989年から全国的に反政府デモが続発し、ホッジャの後継指名を受けたラミズ・アリアが1990年から徐々に開放路線に転化を開始した。この間、それまで外交関係がなかった日本との国交を1981年に樹立している。
アリアは経済の開放とともに政党結成を容認したが、国内の混乱を抑えられず、民主化を争点とした1992年総選挙によって、戦後初の非共産政権が誕生した。サリ・ベリシャのアルバニア民主党政権は、共産主義時代の残滓の清算や市場主義経済の導入、外国からの援助導入などを政策化し、国際社会への復帰を加速させた。しかし、市場主義経済移行後の1990年代に未熟な市場経済につけ込む組織的なネズミ講・ポンジ・スキームが流行し (Pyramid schemes in Albania)、1997年にネズミ講の破綻を契機とする暴動が発生した（1997年アルバニア暴動）。暴動収束のための妥協案として同年中に総選挙が実施され、アルバニア労働党を前身とするアルバニア社会党が政権与党に復帰したものの、現在に至るまで経済の混乱は尾を引いている。

## 脚註
1. ↑  W.チャーチル、佐藤亮一訳『第二次世界大戦 1』（河出文庫版）1983、P248